# عشايري مرادي سر (مقاطعة فارياب)
عشايري مرادي سر (بالفارسية: تلمبه عشایری مرادیاسر سرگریچ) هي مستوطنة تقع في كرمان في إيران. يقدر عدد سكانها بـ 178 نسمة بحسب إحصاء 2016.